# Гаел Монфис
Гаел Монфис (фр. Gaël Monfils; Париз, Француска, 1. септембра 1986) француски је тенисер. Освојио је једанаест титула у појединачној конкуренцији, док му је најбољи пласман на АТП листи шесто место које је остварио 7. новембра 2016. године. Био је вицешампион на мастерсу у Паризу 2009. и 2010. и на мастерсу у Монте Карлу 2016. На гренд слем турнирима најбољи резултати су му полуфинала Ролан Гароса 2008. и Отвореног првенства САД 2016. Средином 2016. дошао је до своје прве АТП титуле из серије 500, на турниру у Вашингтону. У финалу је био бољи од Хрвата Ива Карловића, против кога је спасао једну меч лопту.

## Тениска каријера

### Као јуниор
Као јуниор Монфис је имао однос победа и пораза у појединачној конкуренцији 83:22, а завршио је и 2004. годину као први јуниор света, освојивши Отворено првенство Аустралије, Ролан Гарос и Вимблдон. На Отвореном првенству САД је изгубио од Виктора Троицког у 3 колу. Проглашен је за јуниорског светског шампиона од стране Међународне тениске федерације.
| Јуниорски гренд слемови |    |    |    |
| ОП Аустралије           | Н  | ЧФ | П  |
| Ролан Гарос             | 1К | 2К | П  |
| Вимблдон                | Н  | 2К | П  |
| Отворено првенство САД  | Н  | 2К | 3К |

### 2003: Први АТП бодови
Освојио је прве АТП бодове на фјучерсу у Француској где је стигао до другог кола. Те године је учествовао на укупно девет фјучерса. Стигао је до четвртфинала Отвореног првенства Аустралије у јуниорској конкуренцији. Годину је завршио као 21. јуниор на свету.

### 2004: Трофеји на три јуниорска гренд слема
Годину је завршио као први јуниор света, успут освојивши 3 од 4 јуниорска гренд слема (Отворено првенство Аустралије, Ролан Гарос, Вимблдон). У јуниорској конкуренцији је имао скор 31:2. У априлу је стигао до првог финала на фјучерсима (у Италији), а недељу дана касније је освојио први фјучерс (у Великој Британији). На АТП листи је напредовао више од 700 позиција. У октобру је добио вајлд карту за учешће на турниру у Мецу где је остварио прву АТП победу против Гзавје Малиса и где је стигао до четвртфинала изгубивши од сународника Ришар Гаскеа. Квалификовао се за мастерс у Паризу где је победио бившег ТОП 10 играча Томаса Енквиста, пре него што је у другој рунди изгубио од тадашњег броја 3 Лејтона Хјуита. Имао је скор 14:6 на фјучерсима и 3:5 на челенџерима у 2004. години. На АТП туру је имао скор 3:2.

### 2005: Прва АТП титула
У 2005. напредовао је за више од 200 места на АТП листи и ушао је међу најбољих 50 играча света. На крају године је био трећи најбоље рангирани француски тенисер (иза Ришара Гаскеа на 16. месту и Себастијан Грожана на 26. месту) и освојио је своју прву АТП титулу на турниру у Сопоту победивши у финалу Флоријана Мајера са 7:6 (6), 4:6, 7:5. Освојио је челенџере у Безансону и Тунису, а стигао је и до 4. кола мастерса у Мајамију, као и до најбољег резултата на Вимблдону где је стигао до 3. кола (изгубио је од Марија Анчића).
Крајем године је стигао до финала на два турнира која су се одиграла у Француској. У Мецу је изгубио од Љубичића, а у Лиону од Родика. Ову годину је обележила и прва победа над тенисером који је био у првих 10 на АТП листи. Десило се то на турниру у Дохи где је победио Гастона Гаудија, који је тада био на 10. месту. Годину је завршио на 30. месту.

### 2006: Полуфинале на мастерсу у Риму
На првом турниру ове године је стигао до финала на Отвореном првенству Катара у Дохи где је изгубио од првог играча света Роџера Федерера са 3:6, 6:7. Следећи велики резултат остварио је на мастерсу у Риму где је дошао до полуфинала у којем га је поразио будући шампион Рафаел Надал. На путу до полуфинала је победио бившег броја 1 Енди Родика. На мастерсу у Хамбургу је изгубио у првом колу од Енди Мареја, којег је касније победио на Ролан Гаросу у пет сетова у првом колу. У другом колу је играо са Диком Норманом. Овај меч је такође отишао у пет сетова у којем је Монфис изашао као победник. Следећи противник му је био Џејмс Блејк, који је на том турниру био 8. носилац. Иако је Блејк био фаворит, Монфис је изашао као победник у још једном мечу који је трајао пет сетова. После овог меча Блејк је изјавио да је "Монфис најбржи човек на туру". У четвртом колу је изгубио од Новака Ђоковића са 6:7(5), 6:7(5), 3:6.
Због успешног резултата на Ролан Гаросу напредовао је 5 места на АТП листи до позиције 23, што му је у том тренутку био рекорд каријере. То му је омогућило да буде најбоље рангирани француски тенисер. На турниру у Квинсу је дошао до четвртфинала где је због повреде леђа морао да преда меч Блејку. Због повреде је морао да одустане од турнира у Нотингему. На Вимблдону је изненађујуће испао од Игора Куњицина у првом колу са 5:7, 7:6(7), 6:3, 6:4.
До краја године није имао запаженијих резултата. Сезону је завршио са скором 20:19.

### 2007: Проблеми са повредама
На Отвореном првенству Аустралије је стигао до трећег кола где је изгубио од Гаскеа. После првог гренд слема сезоне освојио је челенџер у Санрајзу победивши на путу до финала Душана Вемића и Ненада Зимоњића. У финалу је савладао Андреаса Сепија. На АТП турниру у Аустрији је стигао до четвртог финала у каријери где је изгубио од Хуан Монака са 6:7(3), 0:6. На Ролан Гаросу је стигао до трећег кола где га је у четири сета елиминисао Давид Налбандијан. На Вимблдону је без изгубљеног сета стигао до трећег кола. Тамо је бољи од њега био Николај Давиденко. На турнирима у Вашингтону и Букурешту је стизао до полуфинала. Због повреде тетиве, повукао се са Отвореног првенства САД. Годину је завршио као 38. тенисер света и са скором 21:21.

### 2008: Полуфинале на Ролан Гаросу
Прескочио је Отворено првенство Аустралије због исте повреде због које није играо од септембра 2007. и Отвореног првенства САД. Први запаженији резултат у 2008. години му је било освајање челенџера у Маракешу. На Ролан Гаросу је остварио најбољи резултат у каријери пласманом у полуфинале где је изгубио од Федерера са 2:6, 7:5, 3:6, 5:7. Због повреде рамена је морао да се повуче са Вимблдона. Изабран је да представља Француску на Олимпијским играма у Пекингу где је изгубио у четвртфиналу од Ђоковића са 6:4, 1:6, 4:6. На Отвореном првенству САД је стигао до четврте рунде где је изгубио од Мардија Фиша. Четврту сезону узастопно је стигао до финала неког АТП турнира. Било је то у Бечу где је у финалу изгубио од Филипа Печнера са 4:6, 4:6. На мастерсу у Мадриду је изгубио од Мареја у четвртфиналу, а у Паризу од Надала у трећем колу. Ове сезоне је имао скор против играча из топ 10 5:7, а однос победа и пораза му је био најбољи у каријери до тада 30-17.

### 2009: Финале на мастерсу у Паризу
Монфис је сезону започео на турниру у Дохи где је у полуфиналу изгубио од Родика. На путу до полуфинала први пут у каријери је победио првог тенисера света. Било је то у четвртфиналу против Надала са 6:4, 6:4. На Отвореном првенству Аустралије је предао меч четврте рунде Жилу Симону због повреде зглоба. Стигао је до финала на турниру у Акапулку где је изгубио од Николаса Алмагра. То му је било шесто узастопно изгубљено финале на АТП турнирима. Испао је у другом колу на турниру у Индијан Велсу и у четвртом колу Мајамија. Сезону шљаке почео је у Монте Карлу где је изгубио од Јанка Типсаревића у првом колу. После тога је пропустио мастерсе у Риму и Мадриду због повреде колена. Ипак, стигао је да се опорави до Ролан Гароса и тамо је направио велики успех пласманом у четвртфинале где га је, као и претходне године, победио Федерер, који је касније освојио и титулу.
Као и претходне сезоне, опет се морао повући са Вимблдона. Овог пута због повреде зглоба. На Отвореном првенству САД је стигао до четвртог кола у којем је бољи био трећи тенисер света Надал са 7:6(3), 3:6, 1:6, 3:6. Монфис је потом освојио своју другу титулу у каријери и прву од 2005. године. Десило се то на турниру у Мецу где је у финалу победио Филипа Колшрајбера, као први носилац, са 7:6(1), 3:6, 6:2. На Малезија опену је стигао до четвртфинала где га је поразио Давиденко. На турниру у Јапану је стигао до петог полуфинала те сезоне где је бољи од њега био сународник Жо-Вилфрид Цонга. Следећи турнир му је био мастер у Шангају. У трећем колу је био принуђен да преда меч Љубичићу. На мастеру у Паризу Монфис је стигао до свог првог финала на неком Мастерс турниру. У финалу је од њега био бољи Ђоковић са 2:6, 7:5, 6:7(3). Сезону је завршио са скором 42:19 и као други најбоље рангирани француски тенисер на 13. месту (Цонга је био 10.).

### 2010: Најуспешнија сезона
Први турнир му је био у Бризбејну на којем је стигао до полуфинала где га је савладао Радек Штјепанек. Повукао се са турнира у Сиднеју због проблема са раменом. На Отвореном првенству Аустралије је изгубио у трећој рунди од Џона Изнера после четири сета. Учествовао је на турниру у Јоханезбургу као први носилац, али није успео да га освоји. У полуфиналу га је победио Фелисијано Лопез са 6:3, 1:6, 6:7(1). На следећа два турнира је изгубио у четвртфиналу. У Ротердаму од Михаила Јужног, а у Марсељу од Жилијен Бенетоа. Монфис се повукао са мастерса у Мајамију, Монте Карлу и Риму. Требало је да се врати на турниру у Есторилу где су му понудили специјалну позивницу, али се повукао због стомачних проблема. Вратио се на терен на мастерсу у Мадриду где је изгубио у четвртфиналу од каснијег шампиона Надала. Следећи турнир му је био у Ници где је, такође у четвртфиналу, изгубио од Потито Старачеа.
На Ролан Гаросу је изгубио у другом колу од Фабио Фоњинија у мечу који је трајао два дана и у којем је имао два сета и брејк предности у трећем. Меч је прекинут код резултата 5:5 у трећем сету увече у 21:55, што га сврстава у најкасније одигране мечеве на Ролан Гаросу. Монфис је на крају изгубио са 6:2, 6:4, 5:7, 4:6, 7:9. То је проузроковало пад на АТП листи за 5 позиција (на 20. место), јер је бранио четвртфинале од прошле сезоне.
Сезону на трави је започео у Квинсу где је изгубио од Рајнера Шитлера у три сета. Први пут после 2007. повреде га нису омеле да наступи на Вимблдону. Тамо је стигао до 3. кола у којем га је савладао бивши Вимблдонски шампион Лејтон Хјуит са 3:6, 6:7(9), 4:6. На турниру у Штутгарту је стигао до првог финала у сезони где је због повреде чланка предао меч Алберту Монтањесу почетком другог сета.
На Отвореном првенству САД је дошао четвртфинала чиме је остварио најбољи резултат у Њујорку. Изгубио је од Ђоковића са 6:7(2), 1:6, 2:6. Био је први француски четвртфиналиста на Отвореном првенству САД од 2000. када је то пошло за руком Арно Клеману. У Јапану је стигао до другог финала сезоне у којем је изгубио од, светског броја један, Рафаела Надала са 1:6, 5:7. После пораза на мастерсу у Шангају у другом колу од Гаскеа, освојио је прву титулу те сезоне у свом трећем финалу. Десило се то у Монпељеу где је у финалу победио Љубичића са 6:2, 5:7, 6:1 и тако стигао до треће титуле у каријери. Задњи турнир сезоне му је био мастерс у Паризу на којем је поновио успех из прошле сезоне стигавши до финала. На путу до финала је први пут у каријери победио Федерера. Десило се то у полуфиналу после три тај-брејка и пет спашених меч лопти. Резултат је био 7:6(7), 6:7(1), 7:6(4). У финалу је изгубио од Швеђанина Робина Седерлинга са 1:6, 6:7(1).
Монфис је био члан француске репрезентације која је 2010. стигла до финала Дејвис купа. У марту је донео Француској један бод у мечу првог кола у победи над Немачком. Био је бољи од Колшрајбера са 6:1, 6:4, 7:6(5). У четвртфиналу је у дуелу Француске са Шпанијом у првом мечу победио Давида Ферера после пет сетова са 7:6(3), 6:2, 4:6, 5:7, 6:4. У полуфиналу је у мечу са Аргентином донео важан бод победом над Налбандијаном са 6:4, 2:6, 6:4, 6:3. У финалу је донео први бод својој репрезентацији против Србије победом над Типсаревићем 6:1, 7:6(4), 6:0. Могао је донети трофеј својој екипи у четвртом мечу дуела, јер је Француска у том тренутку водила са 2:1, али је изгубио од Ђоковића са 2:6, 2:6, 4:6. Француска је касније поражена, јер је у одлучујућем мечу Троицки победио Микаела Љодру.

### 2011: Пробој у првих десет
Монфис је био постављен за 12. носиоца на Отвореном првенству Аустралије. Изгубио је у трећем колу од Станисласа Вавринке 6:7, 2:6, 3:6. У Сан Хозеу је стигао до полуфинала где је због повреде левог зглоба, која га је мучила месец и по дана, морао да се повуче са турнира. Због повреде је пропустио и мастерсе у Индијан Велсу и Мајамију.
На Ролан Гаросу је стигао до четвртфинала где је изгубио од Федерера са 4:6, 3:6, 6:7(3). На путу до четвртфинала је победио Шпанца Давида Ферера, који је био седми тенисер света у том тренутку, са 6:4, 2:6, 7:5, 1:6, 8:6. Монфису је та победа била једина над Топ 10 играчима те сезоне. После сезоне на шљаци, Монфис је учествовао на турниру у Халеу где је стигао до полуфинала. Бољи је био Филип Колшрајбер са 3:6, 3:6. На Вимблдону је био постављен за деветог носиоца. Поражен је у трећем колу од Лукаша Кубота. После Вимблдона је остварио најбољи ренкинг у каријери, пошто је био седми тенисер света. У јулу је играо за Француску против Немачке у Дејвис купу. Помогао је у укупној победи од 4:1, победом над Колшрајбером од 7:6(3), 7:6(5), 6:4.
До првог финала у сезони је стигао у Вашингтону где је изгубио од Радека Штјепанека са 4:6, 4:6. Скор у финалима му је опао на 3:11. На путу до финала Монфис је спасао меч лопту у полуфиналу против Изнера. Дошао је до четвртфинала на мастерсима у Синсинатију и Монтреалу, где га је оба пута избацио први тенисер света Новак Ђоковић. На Отвореном првенству САД бољи од њега у другом колу је био Хуан Карлос Фереро после тешке борбе у пет сетова 6:7(5), 7:5, 7:6(5), 4:6, 4:6. Меч је трајао 4 сата и 48 минута. У октобру је освојио четврту титулу у каријери. То се догодило у Стокхолму где је на путу до финала победио Бернарда Томића, Кевина Андерсона и Милоша Раонића. У финалу је победио Јарка Нијеминена са 7:5, 3:6, 6:2. На мастерсу у Паризу није успео да понови добар резултат из претходне две сезона када је дошао до финала, пошто га је у другом колу избацио Фелисијано Лопез у два сета. Пао је за пет места на АТП листи, а сезону је завршио као 16. тенисер света.

### 2012: Сезона пуна повреда
Ову сезону му је обележила повреда колена због које је учествовао само на једном од четири гренд слема и због које се морао повући са бројних турнира. Први турнир му је био у Дохи где је стигао до 16. финала у каријери. Није успео да га освоји, јер је бољи био његов сународник Цонга. На путу до финала је победио другог тенисера света, Рафаела Надала. На Отвореном првенству Аустралије стигао је до трећег кола у којем га је поразио Михаил Кукушкин са 2:6, 5:7, 7:5, 6:1, 4:6. У Монпељеу је стигао до финала где је изгубио од Томаша Бердиха са 2:6, 6:4, 3:6. Био му је то 13. пораз у каријери у 17. финалу.
у мечу Дејвис купа против Канаде је обновио повреду колена која га је удаљила од терена на месец дана. Вратио се на мастерсу у Мајамију где је у трећој рунди био бољи Хуан Монако. У трећем колу је испао и у Мадриду, на турниру мастерс серије, од Бердиха. Због повреде колена, која је била проузрокована Озгуд-Шлатеровом болешћу, пропустио је четири месеца сезоне. Пропустио је Ролан Гарос, Вимблдон и Олимпијске игре у Лондону. Вратио се у септембру на турниру у Мецу, где је стигао до полуфинала изгубивши од Андреаса Сепија. Пошто није успео добро да санира повреду морао се повући и са Отвореног првенства САД. До краја сезоне је стигао до четвртфинала на Тајланду где је изгубио од Симона. На крају ове сезоне је прву пут од 2007. испао из најбољих 20. тенисера света.

### 2013: Пад на листи
Монфис се пробао вратити после повреде на турниру у Дохи, где је успео доћи до четвртфинала у којем је изгубио од Данијела Брандса. У Окланду је стигао до првог полуфинала у сезони. Савладао га је Ферер са 1:6, 2:6. На Отвореном првенству Аустралије је стигао до трећег кола, где га је у исцрпљујућем мечу победио Симон са 4:6, 4:6, 6:4, 6:1, 6:8. Меч је обележио и поен који је имао 71 размену удараца. После овога је имао период лоших резултата на турнирима АТП категорије. На седам узастопних турнира није успео проћи даље од другог кола, што је проузроковало пад на 119. место на АТП листи у мају. У циљу враћања самопоуздања, тражио је специјалну позивницу за челенџер у Бордоу, који је успео и да освоји победом на Љодром у финалу са 7:5, 7:6(5). После финала на турниру у Ници, у којем је изгубио од Монтањеса, поново је био међу најбољих 100 играча света. Добио је и специјалну позивницу за Ролан Гарос на којем је успео да избаци Бердиха, који је био пети носилац, у првом колу. Изгубио је од Томија Робреда у трећој рунди са 6:2, 7:6(5), 2:6, 6:7(3), 2:6, иако је имао два сета предности и четири меч лопте које није успео да искористи.
У Умагу је стигао до четвртфинала у којем је бољи био Фабио Фоњини. У Винстон-Сејлему је успео да стигне до другог финала те сезоне и 19. у каријери. У финалу је предао меч Јиргену Мелцеру. На Отвореном првенству САД је изгубио у другом колу од Изнера. До краја сезоне је губио у првим колима Токија, Беча и Валенсије. На мастерсу у Шангају је остварио победу над Федерером, пре него што га је у четвртфиналу поразио Новак Ђоковић. Сезону је завршио међу 50 најбољих светских играча.

### 2014: Пета АТП титула
И ову сезону је, као и прошлу, започео у Дохи. У финалу је поражен од првог тенисера света, Рафаела Надала са 1:6, 7:6(5), 2:6. Надал је био бољи од њега и на Отвореном првенству Аустралије у трећем колу. У Монпељеу је успео да стигне до 5 титуле у каријери, друге на том турниру и прве после 2011. У финалу је победио сународника Гаскеа са 6:4, 6:4. После финала је захвалио медицинском особљу, јер је мислио да неће ни учествовати на турниру због повреде. На турниру у Букурешту се повредио у мечу са Григором Димитровом, па је узео паузу до Ролан Гароса, на којем је у четвртфиналу изгубио од Мареја са 6-0 у петом сету. На Вимблдону је дошао до другог кола, где га је поразио Јиржи Весели са 6:7(3), 3:6, 7:6(1), 7:6(3), 4:6. На Отвореном првенству САД је поновио најбољи резултат из 2010. када је стигао до четвртфинала. Тамо је, после борбе у пет сетова, победио Федерер са 6:4, 6:3, 4:6, 5:7, 2:6, иако је Монфис имао два сета предности и две меч лопте у четвртом сету на сервис противника. До краја сезоне је одиграо још два турнира. У Мецу је стигао до четвртог полуфинала те сезоне у којем је изгубио од Жоаа Соузе, док га је на на мастерсу у Паризу добио каснији победник Новак Ђоковић.
И ове сезоне је помогао француској репрезентацији да стигне до финала Дејвис купа, првом после 2010. У априлу је у одлучујућем мечу четвртфинала донео победу против Немачке, победом над Петером Гојовчиком са 6:1, 7:6(0), 6:2. У финалу је донео једини поен Француској у мечу против Швајцарске и то победом над Федерером у три сета 6:1, 6:4, 6:3. Француска је поражена укупним резултатом 3:1.
Сезону је завршио са скором 36:15, једном победом над играчем из Топ 10 (против Федерера у финалу Дејвис купа), једном титулом (у Монпељеу) и успео је да се врати у најбољих 20 тенисера света, први пут од 2011. године.

### 2015: Полуфинале у Монте Карлу
Први турнир му је био на Отвореном првенству Аустралије где га је у другом колу елиминисао Јежи Јанович са 4:6, 6:1, 7:6(3), 3:6, 3:6. До првог полуфинала сезоне је стигао у Монпељеу. Победио га је Гаске. У Ротердаму га је победио Бердих у четвртфиналу. У Марсеју је стигао до финала, 11. сезону узастопно на АТП турнеји и првог на том турниру. Изгубио је од сународника Жила Симона са 4:6, 6:1, 6:7(4) и стигао до скора од 5:17 у финалима. Повукао се са турнира у Индијан Велсу због повреде колена. Одмах после тога је играо у Мајамију, али је после победа над Крајиновићем и Цонгом, морао да преда меч четвртог кола Бердиху због неугодног пада у којем је повредио кук.
Сезону на шљаци је почео одлично пласманом у полуфинале на мастерсу у Монте Карлу где га је трећи пут те сезоне победио Бердих. У Букурешту је стигао до још једног полуфинала, али је бољи био Гарсија-Лопез. На мастерсу у Мадриду је изгубио у другом колу од Гранољерса.
Почетком марта је у првом колу Дејвис купа освојио за Француску један поен победивши Филипа Колшрајбера са 6:4, 7:5, 7:6(4), чиме је помогао својој репрезентацији да уђе у четвртфинале Светске групе Дејвис купа шесту годину узастопно.

## Стил игре и опрема
Монфис је играч који највише игра са основне линије и ретко излази не мрежу, игра десном руком и има дворучни бекхенд. Веома је познат због својих атлетских способности и способности покривања терена, као и по томе што редовно клиже по терену да би стигао лоптицу. Има могућност да се брзо пребаци из одбране у напад, што зна изненадити његове противнике. Познат је и почестим акробацијама и атрактивним поенима на терену. Током својих сервис гемова покушава што пре да заврши поен са основне линије. Такође, зна и плесом на терену да прослави победу на терену. Поседуј и снажан сервис који зна да иде преко 220 km на сат, али више се концентрише на прецизност током сервиса. Монфиса је спонзорисао Најк за одећу и обућу, али је 2010. прешао у K-Swiss. 2013. је почео да носи и облачи обућу и одећу код Asics-а . Што се рекета тиче, Монфиса је спонзорисао Head до 2009. када је кренуо да користи Prince- ове рекете. 2012. је почео да користи Wilson-ове рекете. 15. новембра 2012. Монфис се растао са својим дотадашњим тренером Патриком Шамањом.

## Приватни живот
Монфис је карибијског порекла. Његов отац Руфин, који је бивши фудбалер и који ради у француском телекому, је рођен на Гваделупеу. Мајка Силвета има порекло са Мартиника и ради као медицинска сестра. Има млађег брата који игра тенис. Учествовали су заједно у дубловима на турниру у Монпељеу 2012. Надимак му је "La Monf", а понекад и "Sliderman", јер има необичну технику клизања, поготово на шљаци. Омиљени играч му је Артур Еш, воли да слуша музику и да игра покер. Да није играо тенис, играо би кошарку.
Монфис је сматран за великог талента у атлетици у школи и освојио је француски шампионат на тркама од 100 метара за децу до 13 и 14 година. Само због љубави према тенису није наставио да се бави атлетиком. Његов тадашњи тренер је рекао да је имао толико талента да би стигао до финала на 100 метара на Олимпијским играма да је наставио са тренирањем атлетике.

## Финала АТП мастерс 1000 серије

### Појединачно: 3 (0:3)
| Исход     | Бр. | Година | Турнир      | Подлога   | Противник       | Резултат           |
| --------- | --- | ------ | ----------- | --------- | --------------- | ------------------ |
| Финалиста | 1.  | 2009.  | Париз       | Тврда (д) | Новак Ђоковић   | 2:6, 7:5, 6:7(3:7) |
| Финалиста | 2.  | 2010.  | Париз (2)   | Тврда (д) | Робин Седерлинг | 1:6, 6:7(1:7)      |
| Финалиста | 3.  | 2016.  | Монте Карло | Шљака     | Рафаел Надал    | 5:7, 7:5, 0:6      |

## АТП финала

### Појединачно: 33 (11:22)
| Легенда                        |
| ------------------------------ |
| Гренд слем турнири (0:0)       |
| Завршно првенство сезоне (0:0) |
| АТП мастерс 1000 (0:3)         |
| АТП 500 (3:5)                  |
| АТП 250 (8:14)                 |

| Финала по подлози |
| ----------------- |
| Тврда (10:15)     |
| Шљака (1:5)       |
| Трава (0:1)       |
| Тепих (0:1)       |

| Финала по локацији |
| ------------------ |
| Отворено (4:12)    |
| Дворана (7:10)     |

| Исход     | Бр. | Датум               | Турнир                    | Подлога   | Противник           | Резултат                |
| --------- | --- | ------------------- | ------------------------- | --------- | ------------------- | ----------------------- |
| Победник  | 1.  | 7. август 2005.     | Сопот, Пољска             | Шљака     | Флоријан Мајер      | 7:6(8:6), 4:6, 7:5      |
| Финалиста | 1.  | 9. октобар 2005.    | Мец, Француска            | Тврда (д) | Иван Љубичић        | 6:7(7:9), 0:6           |
| Финалиста | 2.  | 30. октобар 2005.   | Лион, Француска           | Тепих (д) | Енди Родик          | 3:6, 2:6                |
| Финалиста | 3.  | 7. јануар 2006.     | Доха, Катар               | Тврда     | Роџер Федерер       | 3:6, 6:7(5:7)           |
| Финалиста | 4.  | 26. мај 2007.       | Перчах, Аустрија          | Шљака     | Хуан Монако         | 6:7(3:7), 0:6           |
| Финалиста | 5.  | 12. октобар 2008.   | Беч, Аустрија             | Тврда (д) | Филип Печнер        | 4:6, 4:6                |
| Финалиста | 6.  | 1. март 2009.       | Акапулко, Мексико         | Шљака     | Николас Алмагро     | 4:6, 4:6                |
| Победник  | 2.  | 27. септембар 2009. | Мец, Француска            | Тврда (д) | Филип Колшрајбер    | 7:6(7:1), 3:6, 6:2      |
| Финалиста | 7.  | 15. новембар 2009.  | Париз, Француска          | Тврда (д) | Новак Ђоковић       | 2:6, 7:5, 6:7(3:7)      |
| Финалиста | 8.  | 18. јул 2010.       | Штутгарт, Немачка         | Шљака     | Алберт Монтањес     | 2:6, 2:1 (предаја)      |
| Финалиста | 9.  | 10. октобар 2010.   | Токио, Јапан              | Тврда     | Рафаел Надал        | 1:6, 5:7                |
| Победник  | 3.  | 31. октобар 2010.   | Монпеље, Француска        | Тврда (д) | Иван Љубичић        | 6:2, 5:7, 6:1           |
| Финалиста | 10. | 14. новембар 2010.  | Париз, Француска (2)      | Тврда (д) | Робин Седерлинг     | 1:6, 6:7(1:7)           |
| Финалиста | 11. | 7. август 2011.     | Вашингтон, САД            | Тврда     | Радек Штјепанек     | 4:6, 4:6                |
| Победник  | 4.  | 23. октобар 2011.   | Стокхолм, Шведска         | Тврда (д) | Јарко Нијеминен     | 7:5, 3:6, 6:2           |
| Финалиста | 12. | 7. јануар 2012.     | Доха, Катар (2)           | Тврда     | Жо-Вилфрид Цонга    | 5:7, 3:6                |
| Финалиста | 13. | 5. фебруар 2012.    | Монпеље, Француска (2)    | Тврда (д) | Томаш Бердих        | 2:6, 6:4, 3:6           |
| Финалиста | 14. | 25. мај 2013.       | Ница, Француска           | Шљака     | Алберт Монтањес     | 0:6, 6:7(3:7)           |
| Финалиста | 15. | 24. август 2013.    | Винстон-Сејлем, САД       | Тврда     | Јирген Мелцер       | 3:6, 1:2 (предаја)      |
| Финалиста | 16. | 4. јануар 2014.     | Доха, Катар (3)           | Тврда     | Рафаел Надал        | 1:6, 7:6(7:5), 2:6      |
| Победник  | 5.  | 9. фебруар 2014.    | Монпеље, Француска (2)    | Тврда (д) | Ришар Гаске         | 6:4, 6:4                |
| Финалиста | 17. | 22. фебруар 2015.   | Марсеј, Француска         | Тврда (д) | Жил Симон           | 4:6, 6:1, 6:7(4:7)      |
| Финалиста | 18. | 14. фебруар 2016.   | Ротердам, Холандија       | Тврда (д) | Мартин Клижан       | 7:6(7:1), 3:6, 1:6      |
| Финалиста | 19. | 17. април 2016.     | Монте Карло, Монако       | Шљака     | Рафаел Надал        | 5:7, 7:5, 0:6           |
| Победник  | 6.  | 24. јул 2016.       | Вашингтон, САД            | Тврда     | Иво Карловић        | 5:7, 7:6(8:6), 6:4      |
| Финалиста | 20. | 1. јул 2017.        | Истборн, Велика Британија | Трава     | Новак Ђоковић       | 3:6, 4:6                |
| Победник  | 7.  | 6. јануар 2018.     | Доха, Катар               | Тврда     | Андреј Рубљов       | 6:2, 6:3                |
| Финалиста | 21. | 21. октобар 2018.   | Антверпен, Белгија        | Тврда (д) | Кајл Едмунд         | 6:3, 6:7(2:7), 6:7(4:7) |
| Победник  | 8.  | 17. фебруар 2019.   | Ротердам, Холандија       | Тврда (д) | Станислас Вавринка  | 6:3, 1:6, 6:2           |
| Победник  | 9.  | 9. фебруар 2020.    | Монпеље, Француска (3)    | Тврда (д) | Вашек Поспишил      | 7:5, 6:3                |
| Победник  | 10. | 16. фебруар 2020.   | Ротердам, Холандија (2)   | Тврда (д) | Феликс Оже-Алијасим | 6:2, 6:4                |
| Финалиста | 22. | 3. октобар 2021.    | Софија, Бугарска          | Тврда (д) | Јаник Синер         | 3:6, 4:6                |
| Победник  | 11. | 9. јануар 2022.     | Аделејд 1, Аустралија     | Тврда     | Карен Хачанов       | 6:4, 6:4                |

## Остала финала

### Тимска такмичења: 2 (0:2)
| Исход     | Бр. | Датум                 | Турнир                      | Подлога   | Партнери                                    | Противници                                                    | Резултат | Извор  |
| --------- | --- | --------------------- | --------------------------- | --------- | ------------------------------------------- | ------------------------------------------------------------- | -------- | ------ |
| Финалиста | 1.  | 3–5. децембар 2010.   | Дејвис куп, Београд, Србија | Тврда (д) | Микаел Љодра Жил Симон Арно Клеман          | Новак Ђоковић Виктор Троицки Јанко Типсаревић Ненад Зимоњић   | 2:3      | [ 73 ] |
| Финалиста | 2.  | 21–23. новембар 2014. | Дејвис куп, Лил, Француска  | Шљака (д) | Жо-Вилфрид Цонга Жилијен Бенето Ришар Гаске | Роџер Федерер Станислас Вавринка Марко Кјудинели Михаел Ламер | 1:3      | [ 74 ] |

### Егзибициони турнири: 1 (0:1)
| Исход     | Бр. | Датум            | Турнир              | Подлога | Противник    | Резултат | Извор  |
| --------- | --- | ---------------- | ------------------- | ------- | ------------ | -------- | ------ |
| Финалиста | 1.  | 15. јануар 2011. | Мелбурн, Аустралија | Тврда   | Лејтон Хјуит | 5:7, 3:6 | [ 75 ] |

## Учинак на турнирима у појединачној конкуренцији
| Легенда | Легенда                                    | Легенда | Легенда                          |
| ------- | ------------------------------------------ | ------- | -------------------------------- |
| О/И     | однос освајања турнира и играња на турниру | Поб–пор | однос побједа и пораза           |
| НО      | турнир није одржан те године               | Н       | није учествовао на турниру       |
| КВ      | изгубио у квалификацијама                  | 1К      | изгубио у првом колу             |
| 2К      | изгубио у другом колу                      | 3К      | изгубио у трећем колу            |
| 4К      | изгубио у четвртом колу                    | ГФ      | изгубио у групној фази такмичења |
| ЧФ      | изгубио у четвртфиналу                     | ПФ      | изгубио у полуфиналу             |
| Ф       | изгубио у финалу                           | П       | освојио турнир                   |

| Турнир                  | 2004.                      | 2005.                      | 2006.                      | 2007.                      | 2008.                      | 2009.                           | 2010.                           | 2011.                           | 2012.                           | 2013.                           | 2014.                           | 2015.                           | 2016.                           | 2017.                           | 2018.                           | 2019.                           | 2020.                           | 2021.                           | 2022.                           | 2023.                           | О/И          | Поб:пор      | %            |
| ----------------------- | -------------------------- | -------------------------- | -------------------------- | -------------------------- | -------------------------- | ------------------------------- | ------------------------------- | ------------------------------- | ------------------------------- | ------------------------------- | ------------------------------- | ------------------------------- | ------------------------------- | ------------------------------- | ------------------------------- | ------------------------------- | ------------------------------- | ------------------------------- | ------------------------------- | ------------------------------- | ------------ | ------------ | ------------ |
| Гренд слем турнири      |                            |                            |                            |                            |                            |                                 |                                 |                                 |                                 |                                 |                                 |                                 |                                 |                                 |                                 |                                 |                                 |                                 |                                 |                                 |              |              |              |
| ОП Аустралије           | Н                          | 2К                         | 1К                         | 3К                         | Н                          | 4К                              | 3К                              | 3К                              | 3К                              | 3К                              | 3К                              | 2К                              | ЧФ                              | 4К                              | 2К                              | 2К                              | 4К                              | 1К                              | ЧФ                              | Н                               | 0 / 17       | 33:17        | 66%          |
| Ролан Гарос             | КВ1                        | 1К                         | 4К                         | 3К                         | ПФ                         | ЧФ                              | 2К                              | ЧФ                              | Н                               | 3К                              | ЧФ                              | 4К                              | Н                               | 4К                              | 3К                              | 4К                              | 1К                              | 2К                              | Н                               | 2К                              | 0 / 16       | 38:15        | 72%          |
| Вимблдон                | Н                          | 3К                         | 1К                         | 3К                         | Н                          | Н                               | 3К                              | 3К                              | Н                               | Н                               | 2К                              | 3К                              | 1К                              | 3К                              | 4К                              | 1К                              | НО                              | 2К                              | Н                               | Н                               | 0 / 12       | 17:12        | 59%          |
| ОП САД                  | Н                          | 1К                         | 2К                         | Н                          | 4К                         | 4К                              | ЧФ                              | 2К                              | Н                               | 2К                              | ЧФ                              | 1К                              | ПФ                              | 3К                              | 2К                              | ЧФ                              | Н                               | 3К                              | Н                               |                                 | 0 / 14       | 31:14        | 69%          |
| Поб:пор на г. с.        | 0:0                        | 3:4                        | 4:4                        | 6:3                        | 8:2                        | 10:3                            | 9:4                             | 9:4                             | 2:1                             | 5:3                             | 11:4                            | 6:4                             | 9:3                             | 10:4                            | 7:4                             | 8:4                             | 3:2                             | 4:4                             | 4:1                             | 1:0                             | 0 / 59       | 119:58       | 67%          |
| Завршни турнир сезоне   |                            |                            |                            |                            |                            |                                 |                                 |                                 |                                 |                                 |                                 |                                 |                                 |                                 |                                 |                                 |                                 |                                 |                                 |                                 |              |              |              |
| Мастерс куп             | Није се квалификовао       | Није се квалификовао       | Није се квалификовао       | Није се квалификовао       | Није се квалификовао       | Није се квалификовао            | Није се квалификовао            | Није се квалификовао            | Није се квалификовао            | Није се квалификовао            | Није се квалификовао            | Није се квалификовао            | ГФ                              | НСК                             | НСК                             | З                               | НСК                             | НСК                             | НСК                             | НСК                             | 0 / 1        | 0:2          | 0%           |
| Репрезентација          |                            |                            |                            |                            |                            |                                 |                                 |                                 |                                 |                                 |                                 |                                 |                                 |                                 |                                 |                                 |                                 |                                 |                                 |                                 |              |              |              |
| Олимпијске игре         | Н                          | НО                         | НО                         | НО                         | ЧФ                         | НО                              | НО                              | НО                              | Н                               | НО                              | НО                              | НО                              | ЧФ                              | НО                              | НО                              | НО                              | НО                              | 1K                              | НО                              | НО                              | 0 / 3        | 6:3          | 67%          |
| АТП куп                 | НО                         | НО                         | НО                         | НО                         | НО                         | НО                              | НО                              | НО                              | НО                              | НО                              | НО                              | НО                              | НО                              | НО                              | НО                              | НО                              | ГФ                              | ГФ                              | Н                               | НО                              | 0 / 2        | 1:2          | 33%          |
| Дејвис куп              | Није учествовао            | Није учествовао            | Није учествовао            | Није учествовао            | Није учествовао            | 1К                              | Ф                               | ПФ                              | ЧФ                              | Н                               | Ф                               | ЧФ                              | ПФ                              | Н                               | Н                               | ГФ                              | НО                              | Н                               | Н                               |                                 | 0 / 8        | 12:3         | 80%          |
| Поб:пор                 | 0:0                        | 0:0                        | 0:0                        | 0:0                        | 3:1                        | 0:1                             | 4:1                             | 1:0                             | 1:0                             | 0:0                             | 4:0                             | 1:0                             | 4:1                             | 0:0                             | 0:0                             | 0:1                             | 1:1                             | 0:2                             | 0:0                             | 0:0                             | 0 / 13       | 19:8         | 70%          |
| АТП Мастерс 1000 серија |                            |                            |                            |                            |                            |                                 |                                 |                                 |                                 |                                 |                                 |                                 |                                 |                                 |                                 |                                 |                                 |                                 |                                 |                                 |              |              |              |
| Индијан Велс            | Н                          | 2К                         | 3К                         | 1К                         | 1К                         | 2К                              | 2К                              | Н                               | Н                               | Н                               | 3К                              | Н                               | ЧФ                              | 4К                              | 3К                              | ЧФ                              | НО                              | 4К                              | 4К                              | 1К                              | 0 / 14       | 17:13        | 57%          |
| Мајами                  | Н                          | 4К                         | 2К                         | 1К                         | 2К                         | 4К                              | Н                               | Н                               | 3К                              | Н                               | 2К                              | 4К                              | ЧФ                              | Н                               | Н                               | Н                               | НО                              | Н                               | 3К                              | 1К                              | 0 / 11       | 13:11        | 54%          |
| Монте Карло             | Н                          | 1К                         | 1К                         | 1К                         | 3К                         | 1К                              | Н                               | 3К                              | Н                               | 1К                              | 2К                              | ПФ                              | Ф                               | Н                               | Н                               | Н                               | НО                              | Н                               | Н                               | Н                               | 0 / 10       | 13:10        | 57%          |
| Мадрид                  | Н                          | 1К                         | 1К                         | Н                          | ЧФ                         | Н                               | ЧФ                              | 2К                              | 3К                              | Н                               | Н                               | 2К                              | 2К                              | 1К                              | 2К                              | 3К                              | НО                              | Н                               | 2К                              | Н                               | 0 / 12       | 15:12        | 56%          |
| Рим                     | Н                          | Н                          | ПФ                         | 1К                         | КВ2                        | Н                               | Н                               | Н                               | 2К                              | Н                               | Н                               | Н                               | 1К                              | Н                               | 1К                              | 1К                              | 2К                              | 1К                              | Н                               | Н                               | 0 / 8        | 5:8          | 38%          |
| Канада                  | Н                          | Н                          | Н                          | Н                          | 1К                         | 2К                              | 3К                              | ЧФ                              | Н                               | Н                               | 2К                              | 2К                              | ПФ                              | 3К                              | Н                               | ПФ                              | НО                              | ЧФ                              | 3К                              | ЧФ                              | 0 / 12       | 24:11        | 69%          |
| Синсинати               | Н                          | 3К                         | 2К                         | Н                          | 2К                         | 1К                              | 1К                              | ЧФ                              | Н                               | Н                               | 3К                              | 1К                              | 3К                              | Н                               | Н                               | 1К                              | Н                               | 3К                              | Н                               | 3К                              | 0 / 12       | 14:11        | 56%          |
| Шангај                  | Није турнир мастерс серије | Није турнир мастерс серије | Није турнир мастерс серије | Није турнир мастерс серије | Није турнир мастерс серије | 3К                              | 2К                              | Н                               | Н                               | ЧФ                              | Н                               | Н                               | 3К                              | Н                               | 1К                              | 2К                              | НО                              | НО                              | НО                              |                                 | 0 / 6        | 8:6          | 57%          |
| Париз                   | 2К                         | Н                          | 1К                         | Н                          | 3К                         | Ф                               | Ф                               | 2К                              | Н                               | Н                               | 3К                              | 1К                              | Н                               | Н                               | Н                               | ЧФ                              | Н                               | 3К                              | Н                               |                                 | 0 / 10       | 16:9         | 64%          |
| Хамбург                 | Н                          | Н                          | 1К                         | Н                          | Н                          | Није турнир мастерс 1000 серије | Није турнир мастерс 1000 серије | Није турнир мастерс 1000 серије | Није турнир мастерс 1000 серије | Није турнир мастерс 1000 серије | Није турнир мастерс 1000 серије | Није турнир мастерс 1000 серије | Није турнир мастерс 1000 серије | Није турнир мастерс 1000 серије | Није турнир мастерс 1000 серије | Није турнир мастерс 1000 серије | Није турнир мастерс 1000 серије | Није турнир мастерс 1000 серије | Није турнир мастерс 1000 серије | Није турнир мастерс 1000 серије | 0 / 1        | 0:1          | 0%           |
| Поб:пор на м. т.        | 1:1                        | 6:5                        | 6:8                        | 0:4                        | 8:7                        | 9:7                             | 10:6                            | 6:5                             | 4:3                             | 3:2                             | 7:6                             | 8:6                             | 19:7                            | 4:3                             | 3:4                             | 12:5                            | 0:1                             | 8:4                             | 6:4                             | 5:4                             | 0 / 96       | 125:92       | 58%          |
| Пласман на крају године | 239                        | 30                         | 46                         | 38                         | 14                         | 13                              | 12                              | 16                              | 77                              | 31                              | 18                              | 24                              | 7                               | 46                              | 29                              | 10                              | 11                              | 21                              | 52                              |                                 | 21.433.306 $ | 21.433.306 $ | 21.433.306 $ |

## Однос победа и пораза са тенисерима из првих 10
Резултати са тенисерима који су током каријере били међу најбољих десет тенисера света:
Подаци унесени: 14. мај 2015.
| Противник             | Најбољи пласман | Број мечева | Побједе | Порази | Проценат | Тврда | Шљака | Трава |
| Марат Сафин           | 1               | 4           | 4       | 0      | 100%     | 4-0   | 0-0   | 0-0   |
| Енди Родик            | 1               | 8           | 5       | 3      | 62,5%    | 2-3   | 3-0   | 0-0   |
| Лејтон Хјуит          | 1               | 4           | 2       | 2      | 50%      | 1-1   | 1-0   | 0-1   |
| Роџер Федерер         | 1               | 12          | 4       | 8      | 33,33%   | 2-4   | 2-4   | 0-0   |
| Рафаел Надал          | 1               | 12          | 2       | 10     | 16,67%   | 2-6   | 0-4   | 0-0   |
| Хуан Карлос Фереро    | 1               | 3           | 0       | 3      | 0%       | 0-2   | 0-1   | 0-0   |
| / Новак Ђоковић       | 1               | 16          | 0       | 16     | 0%       | 0-10  | 0-1   | 0-0   |
| Томи Хас              | 2               | 4           | 2       | 2      | 50%      | 1-1   | 1-0   | 0-1   |
| Енди Мари             | 2               | 6           | 2       | 4      | 33,33%   | 1-2   | 1-2   | 0-0   |
| Давид Налбандијан     | 3               | 4           | 3       | 1      | 75%      | 3-0   | 0-1   | 0-0   |
| Давид Ферер           | 3               | 5           | 3       | 2      | 60%      | 1-2   | 2-0   | 0-0   |
| Станислас Вавринка    | 3               | 4           | 2       | 2      | 50%      | 2-2   | 0-0   | 0-0   |
| Николај Давиденко     | 3               | 4           | 2       | 2      | 50%      | 1-1   | 1-0   | 0-1   |
| Иван Љубичић          | 3               | 7           | 3       | 4      | 42,86%   | 1-3   | 1-0   | 1-1   |
| Томас Енквист         | 4               | 1           | 1       | 0      | 100%     | 1-0   | 0-0   | 0-0   |
| Себастијан Грожан     | 4               | 3           | 2       | 1      | 66,67%   | 2-1   | 0-0   | 0-0   |
| Џејмс Блејк           | 4               | 5           | 3       | 2      | 60%      | 1-0   | 2-1   | 0-1   |
| Хуан Мартин дел Потро | 4               | 2           | 0       | 2      | 0%       | 0-2   | 0-0   | 0-0   |
| Робин Седерлинг       | 4               | 3           | 0       | 3      | 0%       | 0-3   | 0-0   | 0-0   |
| Гастон Гаудио         | 5               | 2           | 2       | 0      | 100%     | 2-0   | 0-0   | 0-0   |
| Фернандо Гонзалез     | 5               | 2           | 2       | 0      | 100%     | 2-0   | 0-0   | 0-0   |
| Томи Робредо          | 5               | 5           | 2       | 3      | 40%      | 1-1   | 1-2   | 0-0   |
| Жо-Вилфрид Цонга      | 5               | 6           | 2       | 4      | 33,33%   | 2-4   | 0-0   | 0-0   |
| Томаш Бердих          | 5               | 7           | 1       | 6      | 14,29%   | 0-4   | 1-2   | 0-0   |
| Кеј Нишикори          | 5               | 1           | 0       | 1      | 0%       | 0-0   | 0-0   | 0-1   |
| Рајнер Шитлер         | 5               | 1           | 0       | 1      | 0%       | 0-0   | 0-0   | 0-1   |
| Милош Раонић          | 6               | 2           | 2       | 0      | 100%     | 1-0   | 0-0   | 1-0   |
| Жил Симон             | 6               | 6           | 1       | 5      | 16,67%   | 1-4   | 0-1   | 0-0   |
| Фернандо Вердаско     | 7               | 3           | 3       | 0      | 100%     | 2-0   | 1-0   | 0-0   |
| Томас Јохансон        | 7               | 1           | 1       | 0      | 100%     | 0-0   | 0-0   | 1-0   |
| Ришар Гаске           | 7               | 12          | 7       | 5      | 58,34%   | 6-5   | 1-0   | 0-0   |
| Марди Фиш             | 7               | 1           | 0       | 1      | 0%       | 0-1   | 0-0   | 0-0   |
| Марио Анчић           | 7               | 2           | 0       | 2      | 0%       | 0-1   | 0-0   | 0-1   |
| Марин Чилић           | 8               | 1           | 1       | 0      | 100%     | 1-0   | 0-0   | 0-0   |
| Јирген Мелцер         | 8               | 5           | 4       | 1      | 80%      | 0-1   | 3-0   | 1-0   |
| Григор Димитров       | 8               | 4           | 3       | 1      | 75%      | 2-0   | 1-1   | 0-0   |
| Радек Штјепанек       | 8               | 9           | 6       | 3      | 66,67%   | 5-2   | 1-1   | 0-0   |
| / Јанко Типсаревић    | 8               | 6           | 4       | 2      | 66,67%   | 4-1   | 0-1   | 0-0   |
| Маркос Багдатис       | 8               | 2           | 1       | 1      | 50%      | 1-1   | 0-0   | 0-0   |
| Михаил Јужни          | 8               | 4           | 1       | 3      | 25%      | 0-3   | 1-0   | 0-0   |
| Гиљермо Кањас         | 8               | 1           | 0       | 1      | 0%       | 0-0   | 0-1   | 0-0   |
| Џон Изнер             | 9               | 8           | 4       | 4      | 50%      | 4-4   | 0-0   | 0-0   |
| Николас Алмагро       | 9               | 5           | 2       | 3      | 40%      | 2-0   | 0-3   | 0-0   |
| Арно Клеман           | 10              | 2           | 2       | 0      | 100%     | 1-0   | 1-0   | 0-0   |
| Ернестс Гулбис        | 10              | 1           | 1       | 0      | 100%     | 0-0   | 1-0   | 0-0   |
| Хуан Монако           | 10              | 7           | 2       | 5      | 28,57%   | 1-4   | 1-1   | 0-0   |
| Укупно                | –               | 213         | 94      | 12₩    | 45,19%   | 63-79 | 27-27 | 4-8   |